# Algorisme de Risch
L'algorisme de Risch és un algorisme per al càlcul d'integrals indefinides (és a dir, per a trobar primitives). L'algorisme transforma el problema d'integració en un problema d'àlgebra diferencial. Es basa en la forma de la funció que està integrada i en mètodes per a integrar funcions racionals, radicals, logaritmes i funcions exponencials.
Rep el nom en honor de Robert H. Risch, que va desenvolupar l'algorisme el 1968, n'hi va dir un procediment de decisió, perquè és un mètode per a decidir si una funció té com a integral indefinida una funció elemental; i també, si la té, determinar-la. L'algorisme de Risch-Norman, que és una tècnica més ràpida però menys potent, va ser desenvolupat el 1976.
L'algorisme de Risch es fa servir per a integrar funcions elementals. Són funcions que s'obtenen a base de la composició d'exponencials, logaritmes, radicals, funcions trigonomètriques, i les quatre operacions (+ − × ÷). Laplace va resoldre aquest problema pel cas de funcions racionals, tal com ell va demostrar, la integral indefinida d'una funció racional és una funció racional i un nombre finit de múltiples constants de logaritmes de funcions racionals. L'algorisme que va suggerir Laplace, es descriu habitualment en els llibres de text de càlcul però no va ser implementat fins a la dècada del 1960. (Vegeu integració de fraccions racionals per una versió que acaba emprant funcions trigonomètriques perquè el resultat final és més senzill que amb logaritmes de funcions racionals però és equivalent).
Liouville va formular el problema que soluciona l'algorisme de Risch. Liouville va demostrar emprant mitjans analítics que si existeix una solució elemental g de l'equació g ′ = f llavors existeix un conjunt finit de constants αi i funcions elementals ui i v tals que la solució és de la forma
{\displaystyle f=\sum _{i<n}\alpha _{i}{\frac {u_{i}^{\prime }}{u_{i}}}+v^{\prime }\,.}
Risch va desenvolupar un mètode per a trobar un conjunt finit de funcions elementals a considerar.
La intuïció per construir l'algorisme de Risch ve del comportament de les funcions exponencial i logaritme en derivar-les (havent simplificat prèviament el problema en tenir en compte que les funcions trigonomètriques es poden substituir per funcions exponencials i les funcions inverses de les funcions trigonomètriques es poden substituir per funcions logarítmiques). Per la funció f eg, on f i g són funcions derivables, es té
{\displaystyle (f\cdot e^{g})'=(f^{\prime }+f\cdot g^{\prime })\cdot e^{g},}
Per tant, si eg estiguessin al resultat de calcular la primitiva, s'hauria d'esperar que també estiguessin dins de la funció a integrar. També, com que 
{\displaystyle (f\cdot \ln ^{n}g)'=f^{\prime }\ln ^{n}{g}+nf{\frac {g^{\prime }}{g}}\ln ^{n-1}{g}}
Llavors si lnng estigués en el resultat de calcular la primitiva, llavors només s'haurien d'esperar unes poques potències del logaritme.
Transformar el procediment de decisió de Risch en un algorisme que pugui ser executat per un ordinador és una tasca complexa que requereix la utilització heurístiques i molts refinaments.